# Strigania
Strigania is een geslacht van vlinders van de familie uilen (Noctuidae), uit de onderfamilie Hadeninae.

## Soorten
- S. americana Blanchard, 1852
- S. lithophilus Butler, 1882
- S. permira Draudt, 1924